# ウルグアイの国歌

33人の東方人の旗

ウルグアイの国歌（ウルグアイのこっか、スペイン語: Himno nacional de Uruguay）は、その名の通りウルグアイの国歌である。

## 概要
パラグアイの国歌の作詞を手掛けたことのあるフランシスコ・アクーニャと、フランシスコ・ホセが作曲を手掛けた国歌である。1833年に歌詞が採用された。
冒頭の歌詞の一節から、「東方人よ、祖国か墓か（Orientales, la Patria o la Tumba）」の名でも呼ばれる。

## 歌詞

### 原語訳
11番まであるが、通常以下の様に1番だけを歌う。
（前奏）
コーラス
¡Orientales, la patria o la tumba!
¡Libertad o con gloria morir!
¡Orientales, la patria o la tumba!
¡Libertad o con gloria morir!
Es el voto que el alma pronuncia
y que heróicos sabremos cumplir.
Es el voto que el alma pronuncia
y que heróicos sabremos cumplir.
que sabremos cumplir.
Es el voto que el alma pronuncia
y que heróicos sabremos cumplir.
que sabremos cumplir.
sabremos cumplir.
sabremos cumplir, sabremos cumplir.
1番
¡Libertad, Libertad, Orientales!
Este grito a la patria salvó,
que a sus bravos en fieras batallas
de entusiasmo sublime inflamó.
¡Libertad, Libertad, Orientales!
Este grito a la patria salvó,
que a sus bravos en fieras batallas
de entusiasmo sublime inflamó.
De este don sacrosanto la gloria
merecimos. ¡Tiranos, temblad!
¡Tiranos, temblad!
¡Tiranos, temblad! ¡Ah...!
¡Libertad! en la lid clamaremos.
Y muriendo, también libertad.
¡Libertad en la lid clamaremos.
Y muriendo, también libertad!
Y muriendo, también libertad!
también libertad!
también libertad!
(コーラス)
¡Orientales, la patria o la tumba!
¡Libertad o con gloria morir!
¡Orientales, la patria o la tumba!
¡Libertad o con gloria morir!
Es el voto que el alma pronuncia
y que heróicos sabremos cumplir.
Es el voto que el alma pronuncia
y que heróicos sabremos cumplir.
que sabremos cumplir.
Es el voto que el alma pronuncia
y que heróicos sabremos cumplir.
que sabremos cumplir.
sabremos cumplir.
sabremos cumplir, sabremos cumplir.

### 日本語訳
（英語版ウィキペディアの英訳(en)からの重訳）
（前奏）
（コーラス）
東方人よ、祖国か墓場か！

さもなくば自由か栄光ある死か！

東方人よ、祖国か墓場か！

さもなくば自由か栄光ある死か！

それは我らの精神が宣告した誓いにして、英雄的に我らが成し遂げるであろう誓いよ！

我らは成し遂げるであろう！

それは我らの精神が宣告した誓いにして、英雄的に我らが成し遂げるであろう誓いよ！

我らは成し遂げるであろう！

それは我らの精神が宣告した誓いにして、英雄的に我らが成し遂げるであろう誓いよ！

我らは成し遂げるであろう！我らは成し遂げるであろう!

我らは成し遂げるであろう！

（1番）

「自由を、自由を、東方人よ！」

それは我らが祖国を救いし雄たけびよ

それは激しき戦いの場で燃え上がる、気高き熱意の激励よ

「自由を、自由を、東方人よ！」

それは我らが祖国を救いたまいし雄たけびよ

それは激しき戦いの場で燃え上がる、気高き熱意の激励よ

この神聖な、神からの賜り物の栄光に我らは受けるに値する。暴君よ、戦慄するがいい！

暴君よ戦慄するがいい！

暴君よ戦慄するがいい！あぁ！

我らが戦いの場で、死にながら叫ぶであろうものは「自由」！我らが叫ぼうとするのも「自由」！

我らが戦いの場で、死にながら叫ぶであろうものは「自由」！我らが叫ぼうとするのも「自由」！

我らが死にながらも、叫ぼうとするのは「自由」！

我らが叫ぼうとするのは「自由」！

我らが叫ぼうとするのは「自由」！

（コーラス）
東方人よ、祖国か墓場か！

さもなくば自由か栄光ある死か！

東方人よ、祖国か墓場か！

さもなくば自由か栄光ある死か！

それは我らの精神が宣告した誓いにして、英雄的に我らが成し遂げるであろう誓いよ！

我らは成し遂げるであろう！

それは我らの精神が宣告した誓いにして、英雄的に我らが成し遂げるであろう誓いよ！

我らは成し遂げるであろう！

それは我らの精神が宣告した誓いにして、英雄的に我らが成し遂げるであろう誓いよ！

我らは成し遂げるであろう！我らは成し遂げるであろう!

我らは成し遂げるであろう！

## 備考
長大なものが多い南米諸国の国歌の中でも突出しており、世界最長の国歌とされる。歌詞は105小節、演奏時間は約6分もあり、前奏だけでも1分近くある。11番まで演奏すると5 - 60分もかかるため、公式には「前奏→コーラス→1番→コーラス」という形式で演奏される。そのため、前奏付きと無しの2つの短縮版があり、国際的なスポーツ大会等の斉唱ではそちらが使用されている。
このように長大となった理由として、制定当時対立関係にあった隣国アルゼンチンと競うように互いの国歌に歌詞を追加して長くしていった経緯がある（そのため、アルゼンチンの国歌もかなり長いものとなっている）。また、他の南米諸国が宗主国であるスペイン（もしくはポルトガル）からの独立を歌っているのに対して、ウルグアイの国歌のみはブラジルからについてである。